# 에히메 845
에히메845(えひめ845)은 매주 월 ~ 금 오후 8시 45분부터 9시까지 15분동안 NHK 종합 텔레비전에서 방영되고 있는 NHK 마쓰야마 방송국에서 제작하고 있다.